# 굼베이 댄스 밴드
굼베이 댄스 밴드(Goombay Dance Band)는 올리버 벤트를 주축으로 한 독일의 음악 그룹이다. 밴드 이름은 카리브해 세인트루시아 섬의 작은 만에서 유래했다.
굼베이 댄스 밴드의 음악은 소카, 칼립소 음악과 서구권 팝 음악이 섞인 특징적 사운드를 지녔다. 1979년부터 1985년까지 15장의 싱글 음반을 발매하였으며, 유럽을 중심으로 상업적 성공을 거뒀다. 남아프리카에서도 Sun of Jamaica, Aloha-Oe가 싱글 차트에서 정상을 거뒀다.
가장 성공적이었던 곡은 Sun of Jamaica로, 1980년 독일 싱글 차트에서 9주간 1위를 기록했으며, 1100만장을 판매하였다. 1982년에는 Seven Tears가 영국 싱글 차트에서 3주간 1위를 기록했고, 밀리언 셀러가 되었다. 이는 영국에서 1982년 한 해 동안 8번째로 가장 많이 팔린 것이었다.

## 구성원
- Oliver Bendt (original name: Jörg Knoch)
- Alicia Bendt
- Dorothy Hellings
- Wendy Doorsen
- Mario Slijngaard

## 음반

### 앨범
| 발매연도 | 제목                               |
| -------- | ---------------------------------- |
| 1980     | Zauber der Karibik                 |
| 1980     | Land Of Gold                       |
| 1981     | Holiday in Paradise                |
| 1982     | Born To Win                        |
| 1982     | Tropical Dreams                    |
| 1991     | Sun of Jamaica 1991 (컴필레이션)   |
| 1992     | Greatest Hits (컴필레이션)         |
| 1993     | Sommer, Sonne, Strand              |
| 1995     | Island Of Dreams (컴필레이션)      |
| 1995     | Sun of Jamaica 1995 (컴필레이션)   |
| 1995     | Caribbean Beach Party (컴필레이션) |
| 1997     | Christmas By The Sea               |
| 1998     | Sun of Jamaica 1998 (컴필레이션)   |

### 싱글
- 1979 "Sun Of Jamaica" / "Island of Dreams"[2]
- 1979 "Ring Ting Ting" / "Sunny Caribbean"
- 1980 "Aloha-Oe (Until We Meet Again)" / "Conga Man"
- 1980 "Eldorado" / "Love and Tequila"
- 1980 "Rain" / "King of Peru"
- 1981 "Seven Tears" / "Mama Coco"
- 1981 "Christmas At Sea" / "Ave Maria No Morro"
- 1982 "Santorini Goodbye" / "Carry The Load"
- 1982 "Robinson Crusoe" / "The Magician"
- 1982 "My Bonnie" / "Alice, My Love"
- 1983 "If You Ever Fall In Love" / "Jericho"
- 1983 "Born To Win" / "Caribbean Dreams"
- 1984 "Don't You Cry, Caroline" / "Storybook Lovers"
- 1985 "Marlena" / "Young Hearts"
- 1985 "A Typical Jamaican Mess" / "Canta mi lengua"